# La signora Harris va a Parigi
La signora Harris va a Parigi (Mrs. Harris Goes to Paris) è un film del 2022 diretto da Anthony Fabian.
La pellicola è il primo adattamento cinematografico dell'omonimo romanzo di Paul Gallico, precedentemente adattato per la televisione nel 1992 nel film In volo per un sogno.

## Trama
Londra, anni '50. Ada Harris è una donna delle pulizie che conduce una vita semplice e ordinaria dopo la morte del marito. Un giorno, mentre lavora in un appartamento di lusso, nota un abito di Christian Dior e rimane talmente affascinata dal vestito che decide di acquistarne uno per sé. Dopo aver risparmiato per mesi, Ada parte per Parigi alla ricerca del vestito dei suoi sogni, partecipando a una sfilata dello stilista presso un salone di un palazzo frequentato dall’alta borghesia. L’abito scelto viene concesso a una cliente più affezionata e Ada ripiega su un altro abito confezionato su misura, per il quale però servono due settimane di lavoro. Preoccupata di perdere il lavoro se non rientra in tempo a Londra, la donna trova chi la sostituisca e pure un posto dove alloggiare. Osteggiata dalla direttrice della maison, riesce comunque a lasciare il segno su tutti i dipendenti, convincendo anche il signor Dior a differenziare il proprio business per favorire le donne di ogni classe sociale. Tornata a Londra Ada decide, a malincuore, di prestare il suo abito di Dior a un'aspirante attrice per cui lavora, la quale vuole indossarlo a una serata mondana. Il mattino seguente però l'abito è rovinato e così Ada si dimette dal lavoro di domestica. Alla fine la donna riceve per posta l’abito da lei inizialmente scelto che, non essendo stato più ritirato dall’acquirente precedente, può finalmente appartenere a chi l'aveva tanto desiderato.

## Produzione
Nell'ottobre 2020 è stato annunciato che Lesley Manville, Isabelle Huppert, Jason Isaacs, Lambert Wilson, Alba Baptista e Lucas Bravo avrebbero recitato in un adattamento cinematografico del romanzo di Gallico diretto da Anthony Fabian.

### Riprese
Le riprese principali del film sono iniziate nell'ottobre 2020 e si sono svolte tra Londra e Parigi.

## Promozione
Il primo trailer del film è stato pubblicato il 28 aprile 2022.

## Distribuzione
Nel marzo 2021 Focus Features ha acquistato i diritti di distribuzione del film. Inizialmente previsto per il 6 maggio 2022, l'esordio di Mrs. Harris Goes to Paris nelle sale statunitensi è avvenuto il 15 luglio dello stesso anno. E in quelle italiane dal 17 novembre 2022.

## Riconoscimenti
- 2023 - Premio Oscar
  - Candidatura ai migliori costumi a Jenny Beavan
- 2023 - Golden Globe
  - Candidatura alla migliore attrice in un film commedia o musicale a Lesley Manville